# Oxyoppia genavensium
Oxyoppia genavensium är en kvalsterart som beskrevs av Sandór Mahunka 1982. Oxyoppia genavensium ingår i släktet Oxyoppia och familjen Oppiidae. Inga underarter finns listade i Catalogue of Life.